# Fernanda Montenegrová
Fernanda Montenegrová, rodným jménem Arlette Pinheiro Esteves Torresová (* 16. října 1929, Rio de Janeiro) je brazilská herečka. Je jediným Brazilcem, který byl nominován na Oscara za herecký výkon, za roli ve filmu Hlavní nádraží (Central do Brasil) z roku 1998. Je také jediným hercem v historii nominovaným na Oscara za výkon v portugalštině. Za roli v Sallesově snímku Hlavní nádraží získala rovněž Stříbrného medvěda na 48. berlínském festivalu roku 1998 a v roce 1999 byla nominovaná na Zlatý glóbus. Byla též prvním Brazilcem, který získal cenu Emmy, a to za výkon ve snímku Doce de Mãe (2013). V roce 2013 byla v časopise Forbes označena za 15. nejvýznamnější osobnost v Brazílii. Během zahajovacího ceremoniálu letních olympijských her v roce 2016 v Riu přečetla báseň A Flor e a Náusea, kterou napsal Carlos Drummond de Andrade.

## Vyznamenání
- důstojník Řádu za zásluhy – Portugalsko, 26. listopadu 1987[1]
- velkokříž Národního řádu za zásluhy – Brazílie, 12. dubna 1999
- velkokříž Řádu prince Jindřicha – Portugalsko, 9. června 2004[1]